# Polanco (Zamboanga del Norte)
Polanco è una municipalità di terza classe delle Filippine, situata nella Provincia di Zamboanga del Norte, nella regione della Penisola di Zamboanga.
Polanco è formata da 30 baranggay:
- Anastacio
- Bandera
- Bethlehem
- Dangi
- Dansullan
- De Venta Perla
- Guinles
- Isis
- Labrador (Prinda)
- Lapayanbaja
- Letapan
- Linabo
- Lingasad
- Macleodes
- Magangon

- Maligaya
- Milad
- New Lebangon
- New Sicayab
- Obay
- Pian
- Poblacion North
- Poblacion South
- San Antonio (Paetan)
- San Miguel (Loboc)
- San Pedro
- Santo Niño (Lantoy)
- Silawe
- Sianib
- Villahermosa